# دوري كرة القدم الغربي 2003–04
دوري كرة القدم الغربي 2003–04 (بالإنجليزية: 2003–04 Western Football League)‏ هو موسم من دوري كرة القدم الغربي ‏. فاز فيه Bideford A.F.C. ‏.